# ATP Challenger Series 2002
L'ATP Challenger Series è il secondo livello di tornei per professionisti organizzata dall'ATP. Il circuito prevede tornei con un montepremi che può variare da 25.000 a 150.000 dollari.

## Calendario

### Gennaio
| Settimana        | Torneo | Vincitore                                           | Finalista                       | Semifinalisti                | Eliminati ai quarti                                                |
| ---------------- | --- | --------------------------------------------------- | ------------------------------- | ---------------------------- | ------------------------------------------------------------------ |
| 31 dicembre 2001 | Prime Cup Aberto de São Paulo 2002 San Paolo, Brasile Cemento $100 000 Singolare - Doppio                     | Frédéric Niemeyer 7–6(6), 0–1 rit.                  | Martín Vassallo Argüello        | Luis Horna Christian Kordasz | Francisco Costa Giorgio Galimberti Jean-René Lisnard Fred Hemmes   |
| 31 dicembre 2001 | Prime Cup Aberto de São Paulo 2002 San Paolo, Brasile Cemento $100 000 Singolare - Doppio                     | Brandon Coupe Frédéric Niemeyer 6(5)–7, 7–6(4), 6–4 | Federico Browne Luis Horna      | Luis Horna Christian Kordasz | Francisco Costa Giorgio Galimberti Jean-René Lisnard Fred Hemmes   |
| 21 gennaio       | Intersport Heilbronn Open 2002 Heilbronn, Germania Cemento Indoor $100 000 Singolare - Doppio                 | Alexander Popp 3–6, 6–3, 6–4                        | Jürgen Melzer                   | Jan Vacek Hyung-Taik Lee     | George Bastl Edwin Kampes Dennis van Scheppingen Nikolaj Davydenko |
| 21 gennaio       | Intersport Heilbronn Open 2002 Heilbronn, Germania Cemento Indoor $100 000 Singolare - Doppio                 | Aleksandar Kitinov Johan Landsberg 6(5)–7, 6–3, 6–1 | František Čermák Ota Fukárek    | Jan Vacek Hyung-Taik Lee     | George Bastl Edwin Kampes Dennis van Scheppingen Nikolaj Davydenko |
| 21 gennaio       | Hilton Waikoloa Village USTA Challenger 2002 Waikoloa, Hawaii, Stati Uniti Cemento $50 000 Singolare - Doppio | James Blake 6–2, 6–3                                | Martin Verkerk                  | Vince Spadea Robby Ginepri   | Björn Rehnquist Michael Chang Paul Goldstein Michael Russell       |
| 21 gennaio       | Hilton Waikoloa Village USTA Challenger 2002 Waikoloa, Hawaii, Stati Uniti Cemento $50 000 Singolare - Doppio | Gabriel Trifu Glenn Weiner 6–4, 4–6, 6–4            | James Blake Justin Gimelstob    | Vince Spadea Robby Ginepri   | Björn Rehnquist Michael Chang Paul Goldstein Michael Russell       |
| 28 gennaio       | Brest Challenger 2002 Brest, Francia Cemento indoor $50 000 Singolare - Doppio                                | Irakli Labadze 6–4, 7–5                             | Paradorn Srichaphan             | Cédric Pioline Florent Serra | Jan Vacek Jamie Delgado Antony Dupuis Axel Pretzsch                |
| 28 gennaio       | Brest Challenger 2002 Brest, Francia Cemento indoor $50 000 Singolare - Doppio                                | Ben Ellwood Stephen Huss 6–1, 6–4                   | Jonathan Erlich Andy Ram        | Cédric Pioline Florent Serra | Jan Vacek Jamie Delgado Antony Dupuis Axel Pretzsch                |
| 28 gennaio       | Challenger of Dallas 2002 Dallas, Texas, Stati Uniti Cemento Indoor $50 000 Singolare - Doppio                | Jeff Morrison 6–4, 6–4                              | Martin Verkerk                  | Vince Spadea Chris Woodruff  | Cecil Mamiit Ricardo Mello Hugo Armando Karol Beck                 |
| 28 gennaio       | Challenger of Dallas 2002 Dallas, Texas, Stati Uniti Cemento Indoor $50 000 Singolare - Doppio                | Giorgio Galimberti Frédéric Niemeyer 7–6(1), 6–4    | Huntley Montgomery Brian Vahaly | Vince Spadea Chris Woodruff  | Cecil Mamiit Ricardo Mello Hugo Armando Karol Beck                 |
| 28 gennaio       | Lubeck Challenger 2002 Lubecca, Germania Sintetico Indoor $125 000 Singolare - Doppio                         | Raemon Sluiter 6–2, 3–0 rit.                        | Alexander Popp                  | Dick Norman Grégory Carraz   | Andrej Stoljarov Jan Hernych Alexander Waske Nicolas Mahut         |
| 28 gennaio       | Lubeck Challenger 2002 Lubecca, Germania Sintetico Indoor $125 000 Singolare - Doppio                         | Grégory Carraz Nicolas Mahut 4–6, 7–6(8), 6–1       | Yves Allegro Denis Golovanov    | Dick Norman Grégory Carraz   | Andrej Stoljarov Jan Hernych Alexander Waske Nicolas Mahut         |

### Febbraio
| Settimana   | Torneo                                                                                         | Vincitore                                    | Finalista                          | Semifinalisti                         | Eliminati ai quarti                                                |
| ----------- | ---------------------------------------------------------------------------------------------- | -------------------------------------------- | ---------------------------------- | ------------------------------------- | ------------------------------------------------------------------ |
| 4 febbraio  | Belgrado Challenger 2002 Belgrado, Serbia Sintetico Indoor $125 000 Singolare - Doppio         | Mario Ančić 6–2, 6–3                         | Nenad Zimonjić                     | Stefano Pescosolido Jean-René Lisnard | Julian Knowle Janko Tipsarević Lovro Zovko Darko Madjarovski       |
| 4 febbraio  | Belgrado Challenger 2002 Belgrado, Serbia Sintetico Indoor $125 000 Singolare - Doppio         | Dušan Vemić Lovro Zovko walkover             | Jaroslav Levinský Tomáš Zíb        | Stefano Pescosolido Jean-René Lisnard | Julian Knowle Janko Tipsarević Lovro Zovko Darko Madjarovski       |
| 4 febbraio  | Joplin Challenger 2002 Joplin, Missouri, Stati Uniti Cemento Indoor $50 000 Singolare - Doppio | Jack Brasington 6–3, 1–6, 6–3                | Kevin Kim                          | Jeff Salzenstein Tuomas Ketola        | Vince Spadea Glenn Weiner Giovanni Lapentti Bob Bryan              |
| 4 febbraio  | Joplin Challenger 2002 Joplin, Missouri, Stati Uniti Cemento Indoor $50 000 Singolare - Doppio | Justin Gimelstob Scott Humphries 6–4, 7–6(3) | Paul Rosner Glenn Weiner           | Jeff Salzenstein Tuomas Ketola        | Vince Spadea Glenn Weiner Giovanni Lapentti Bob Bryan              |
| 4 febbraio  | Volkswagen Challenger 2002 Wolfsburg, Germania Sintetico Indoor $25 000 Singolare - Doppio     | Jakub Herm-Zahlava 6–4, 6–2                  | Dick Norman                        | Jan Hernych Björn Phau                | Andrej Stoljarov Gianluca Pozzi Arvind Parmar Victor Hănescu       |
| 4 febbraio  | Volkswagen Challenger 2002 Wolfsburg, Germania Sintetico Indoor $25 000 Singolare - Doppio     | Jan Hernych Shaun Rudman 7–6(3), 6(3)–7, 6–3 | Filippo Messori Gianluca Pozzi     | Jan Hernych Björn Phau                | Andrej Stoljarov Gianluca Pozzi Arvind Parmar Victor Hănescu       |
| 4 febbraio  | KGHM Dialog Polish Indoors 2002 Breslavia, Polonia Cemento Indoor $125 000 Singolare - Doppio  | Davide Sanguinetti 6–3, 6–2                  | Antony Dupuis                      | Sébastien de Chaunac Olivier Rochus   | Marcus Sarstrand Vladimir Volčkov Gabriel Trifu Lars Burgsmüller   |
| 4 febbraio  | KGHM Dialog Polish Indoors 2002 Breslavia, Polonia Cemento Indoor $125 000 Singolare - Doppio  | Ben Ellwood Stephen Huss 6(3)–7, 7–5, 7–6(6) | Aleksandar Kitinov Johan Landsberg | Sébastien de Chaunac Olivier Rochus   | Marcus Sarstrand Vladimir Volčkov Gabriel Trifu Lars Burgsmüller   |
| 18 febbraio | Andrezieux Challenger 2002 Andrézieux, Francia Cemento (indoor) $35 000+H Singolare - Doppio   | Julian Knowle 6–2, 6–4                       | Julien Varlet                      | Dick Norman Olivier Rochus            | Antony Dupuis Marc Rosset Ota Fukárek Jürgen Melzer                |
| 18 febbraio | Andrezieux Challenger 2002 Andrézieux, Francia Cemento (indoor) $35 000+H Singolare - Doppio   | Julian Knowle Jürgen Melzer 6–4, 6(5)–7, 6–1 | Aleksandar Kitinov Todd Perry      | Dick Norman Olivier Rochus            | Antony Dupuis Marc Rosset Ota Fukárek Jürgen Melzer                |
| 18 febbraio | Hull Challenger 2002 Hull, Gran Bretagna Sintetico (indoor) $35 000+H Singolare - Doppio       | Denis Golovanov 6–4, 3–1 rit.                | Arvind Parmar                      | Peter Luczak Jakub Herm-Zahlava       | Christian Vinck Alun Jones Gianluca Pozzi Benjamin Kohllöffel      |
| 18 febbraio | Hull Challenger 2002 Hull, Gran Bretagna Sintetico (indoor) $35 000+H Singolare - Doppio       | Gilles Elseneer Frédéric Niemeyer 6–4, 6–4   | Yves Allegro Wesley Moodie         | Peter Luczak Jakub Herm-Zahlava       | Christian Vinck Alun Jones Gianluca Pozzi Benjamin Kohllöffel      |
| 25 febbraio | Challenger DCNS de Cherbourg 2002 Cherbourg, Francia Cemento Indoor $50 000 Singolare - Doppio | Lionel Roux 6–4, 5–7, 6–3                    | Jean-René Lisnard                  | Julien Varlet Gilles Elseneer         | Thomas Dupré Julien Benneteau Kristof Vliegen Cristiano Caratti    |
| 25 febbraio | Challenger DCNS de Cherbourg 2002 Cherbourg, Francia Cemento Indoor $50 000 Singolare - Doppio | Noam Behr Jonathan Erlich walkover           | Julien Benneteau Lionel Roux       | Julien Varlet Gilles Elseneer         | Thomas Dupré Julien Benneteau Kristof Vliegen Cristiano Caratti    |
| 25 febbraio | Hamburg Challenger 2002 Amburgo, Germania Sintetico Indoor $50 000 Singolare - Doppio          | Raemon Sluiter 6–1, 6–3                      | Neville Godwin                     | Julian Knowle Jürgen Melzer           | David Prinosil Michael Berrer Stefano Pescosolido Denis Gremelmayr |
| 25 febbraio | Hamburg Challenger 2002 Amburgo, Germania Sintetico Indoor $50 000 Singolare - Doppio          | Mark Merklein Paul Rosner 6–3, 6–4           | Wesley Moodie Shaun Rudman         | Julian Knowle Jürgen Melzer           | David Prinosil Michael Berrer Stefano Pescosolido Denis Gremelmayr |
| 25 febbraio | Ho Chi Minh Challenger 2002 Ho Chi Minh, Vietnam Cemento $50 000+H Singolare - Doppio          | Takao Suzuki 6–4, 6–3                        | Mario Ančić                        | Jaymon Crabb Suwandi Suwandi          | Daniel Andersson Amir Hadad Petr Dezort Alexander Waske            |
| 25 febbraio | Ho Chi Minh Challenger 2002 Ho Chi Minh, Vietnam Cemento $50 000+H Singolare - Doppio          | Amir Hadad Alexander Peya 7–6(2), 7–5        | Jaymon Crabb Peter Luczak          | Jaymon Crabb Suwandi Suwandi          | Daniel Andersson Amir Hadad Petr Dezort Alexander Waske            |

### Marzo
| Settimana | Torneo | Vincitore                                          | Finalista                          | Semifinalisti                       | Eliminati ai quarti                                                   |
| --------- | --- | -------------------------------------------------- | ---------------------------------- | ----------------------------------- | --------------------------------------------------------------------- |
| 4 marzo   | Shimadzu All Japan Indoor Tennis Championships 2002 Kyoto, Giappone Cemento Indoor $25 000+H Singolare - Doppio | Takao Suzuki 6(4)–7, 6–2, 6–2                      | Mario Ančić                        | Gouichi Motomura Bjorn Rehnquist    | Alexander Waske Eric Taino Karol Beck Arvind Parmar                   |
| 4 marzo   | Shimadzu All Japan Indoor Tennis Championships 2002 Kyoto, Giappone Cemento Indoor $25 000+H Singolare - Doppio | Tuomas Ketola Alexander Waske 6–4, 6–4             | Mario Ančić Lovro Zovko            | Gouichi Motomura Bjorn Rehnquist    | Alexander Waske Eric Taino Karol Beck Arvind Parmar                   |
| 4 marzo   | Magdeburg Challenger 2002 Magdeburgo, Germania Sintetico Indoor $25 000+H Singolare - Doppio                    | Dick Norman 7–6(6), 3–6, 6–4                       | Axel Pretzsch                      | Kenneth Carlsen Giorgio Galimberti  | Denis Golovanov Jürgen Melzer Julian Knowle Michal Tabara             |
| 4 marzo   | Magdeburg Challenger 2002 Magdeburgo, Germania Sintetico Indoor $25 000+H Singolare - Doppio                    | Franz Stauder Orest Tereščuk 6–4, 6–3              | Dick Norman Djalmar Sistermans     | Kenneth Carlsen Giorgio Galimberti  | Denis Golovanov Jürgen Melzer Julian Knowle Michal Tabara             |
| 11 marzo  | Gosford Challenger 2002 Gosford, Australia Cemento $25 000+H Singolare - Doppio                                 | Louis Vosloo 3–6, 7–6(11), 6–3                     | Ladislav Švarc                     | Jean-René Lisnard Bjorn Rehnquist   | James Auckland Justin Bower Brian Vahaly Robin Söderling              |
| 11 marzo  | Gosford Challenger 2002 Gosford, Australia Cemento $25 000+H Singolare - Doppio                                 | Yves Allegro Justin Bower 7–6(8), 3–6, 7–6(5)      | John Doran Andrew Painter          | Jean-René Lisnard Bjorn Rehnquist   | James Auckland Justin Bower Brian Vahaly Robin Söderling              |
| 11 marzo  | North Miami Beach Challenger 2002 North Miami Beach, USA Cemento $25 000+H Singolare - Doppio                   | Vince Spadea 4–6, 6–1, 6–4                         | Ota Fukárek                        | Jeff Morrison Jack Brasington       | Michael Kohlmann André Sá Peter Wessels Alex Kim                      |
| 11 marzo  | North Miami Beach Challenger 2002 North Miami Beach, USA Cemento $25 000+H Singolare - Doppio                   | Eric Nunez Graydon Oliver 3–6, 7–6(5), 7-5         | Ota Fukárek Jim Thomas             | Jeff Morrison Jack Brasington       | Michael Kohlmann André Sá Peter Wessels Alex Kim                      |
| 11 marzo  | Osaka Challenger 2002 Osaka, Giappone Cemento $25 000+H Singolare - Doppio                                      | Takao Suzuki 5–7, 6–2, 7–6(4)                      | Björn Phau                         | Danai Udomchoke Arvind Parmar       | Alexander Waske Orlin Stanojčev Igor' Kunicyn Mario Ančić             |
| 11 marzo  | Osaka Challenger 2002 Osaka, Giappone Cemento $25 000+H Singolare - Doppio                                      | Karol Beck Cédric Kauffmann 7–5, 6–1               | Laurence Tieleman John van Lottum  | Danai Udomchoke Arvind Parmar       | Alexander Waske Orlin Stanojčev Igor' Kunicyn Mario Ančić             |
| 11 marzo  | Challenger Salinas 2002 Salinas, Ecuador Cemento $25 000+H Singolare - Doppio                                   | Iván Miranda 6–3, 6–4                              | Ricardo Mello                      | Dušan Vemić Thiago Alves            | Luis Horna Júlio Silva Jakub Herm-Zahlava Mariano Hood                |
| 11 marzo  | Challenger Salinas 2002 Salinas, Ecuador Cemento $25 000+H Singolare - Doppio                                   | Brandon Coupe Jeff Salzenstein 6(3)–7, 6–4, 7–6(3) | Martín Rodríguez Diego Veronelli   | Dušan Vemić Thiago Alves            | Luis Horna Júlio Silva Jakub Herm-Zahlava Mariano Hood                |
| 18 marzo  | Hamilton Challenger 2002 Hamilton, Nuova Zelanda Cemento $25 000+H Singolare - Doppio                           | Brian Vahaly 6–2, 5–7, 6–4                         | Louis Vosloo                       | Robin Söderling Ladislav Švarc      | Peter Clarke Mark Nielsen Rogier Wassen Dejan Petrović                |
| 18 marzo  | Hamilton Challenger 2002 Hamilton, Nuova Zelanda Cemento $25 000+H Singolare - Doppio                           | Jaymon Crabb Peter Luczak 7–5, 6–4                 | Yves Allegro Justin Bower          | Robin Söderling Ladislav Švarc      | Peter Clarke Mark Nielsen Rogier Wassen Dejan Petrović                |
| 18 marzo  | Olbia Challenger 2002 Olbia, Italia Terra rossa $50 000+H Singolare - Doppio                                    | Didac Perez-Minarro 2–6, 6–4, 6–3                  | Leonardo Olguín                    | Filippo Volandri Juan Antonio Marín | Igor Gaudi Salvador Navarro Željko Krajan Michal Tabara               |
| 18 marzo  | Olbia Challenger 2002 Olbia, Italia Terra rossa $50 000+H Singolare - Doppio                                    | Filippo Messori Vincenzo Santopadre 3–6, 6–4, 6–4  | Sergi Bruguera Juan Antonio Marín  | Filippo Volandri Juan Antonio Marín | Igor Gaudi Salvador Navarro Željko Krajan Michal Tabara               |
| 25 marzo  | Open Barletta 2002 Barletta, Italia Terra Rossa $25 000+H Singolare - Doppio                                    | Sergi Bruguera 3–6, 7–6(5), 7–6(5)                 | Renzo Furlan                       | Juan Antonio Marín Mario Radić      | Rubén Ramírez Hidalgo Andrej Stoljarov Federico Luzzi Leonardo Azzaro |
| 25 marzo  | Open Barletta 2002 Barletta, Italia Terra Rossa $25 000+H Singolare - Doppio                                    | Massimo Bertolini Cristian Brandi 4–6, 6–3, 7–6(4) | Renzo Furlan Uros Vico             | Juan Antonio Marín Mario Radić      | Rubén Ramírez Hidalgo Andrej Stoljarov Federico Luzzi Leonardo Azzaro |
| 25 marzo  | San Luis Potosí Challenger 2002 San Luis Potosí, Messico Terra rossa $50 000 Singolare - Doppio                 | Dick Norman 2–6, 6–2, 6–4                          | Paul-Henri Mathieu                 | Flávio Saretta Ota Fukárek          | Edgardo Massa Hugo Armando Noam Behr Mariano Puerta                   |
| 25 marzo  | San Luis Potosí Challenger 2002 San Luis Potosí, Messico Terra rossa $50 000 Singolare - Doppio                 | Dick Norman Orlin Stanojčev walkover               | Ignacio Hirigoyen Sebastián Prieto | Flávio Saretta Ota Fukárek          | Edgardo Massa Hugo Armando Noam Behr Mariano Puerta                   |

### Aprile
| Settimana | Torneo                                                                                        | Vincitore                                     | Finalista                                | Semifinalisti                    | Eliminati ai quarti                                              |
| --------- | --------------------------------------------------------------------------------------------- | --------------------------------------------- | ---------------------------------------- | -------------------------------- | ---------------------------------------------------------------- |
| 1º aprile | Torneo Internacional Challenger Leon 2002 Leon, Messico Cemento $125 000+H Singolare - Doppio | Alexander Waske 7–6(8), 6(10)–7, 6–2          | Ivo Heuberger                            | Ota Fukárek Mariano Puerta       | Christian Vinck Jamie Delgado Nicolas Mahut Bruno Echagaray      |
| 1º aprile | Torneo Internacional Challenger Leon 2002 Leon, Messico Cemento $125 000+H Singolare - Doppio | Noam Behr Ota Fukárek 7–6(6), 6–3             | Yves Allegro Alexander Waske             | Ota Fukárek Mariano Puerta       | Christian Vinck Jamie Delgado Nicolas Mahut Bruno Echagaray      |
| 1º aprile | Tarzana Challenger 2002 Tarzana, USA Cemento $125 000+H Singolare - Doppio                    | Eric Taino 6–2, 7–6(6)                        | Brian Vahaly                             | Bob Bryan Björn Phau             | Thomas Dupré Cecil Mamiit Björn Rehnquist Robert Kendrick        |
| 1º aprile | Tarzana Challenger 2002 Tarzana, USA Cemento $125 000+H Singolare - Doppio                    | George Bastl Neville Godwin 6–3, 4–6, 6–3     | Brandon Coupe Kevin Kim                  | Bob Bryan Björn Phau             | Thomas Dupré Cecil Mamiit Björn Rehnquist Robert Kendrick        |
| 1º aprile | TCT Open 2002 Tunisi, Tunisia Terra rossa $125 000+H Singolare - Doppio                       | Raemon Sluiter 6–2, 7–5                       | Mario Radić                              | Marc López Oliver Gross          | Jurij Ščukin Feliciano López Galo Blanco Attila Sávolt           |
| 1º aprile | TCT Open 2002 Tunisi, Tunisia Terra rossa $125 000+H Singolare - Doppio                       | Álex López Morón Andrés Schneiter 6–4, 7–6(6) | Devin Bowen Ashley Fisher                | Marc López Oliver Gross          | Jurij Ščukin Feliciano López Galo Blanco Attila Sávolt           |
| 8 aprile  | Calabasas Pro Tennis Championships 2002 Calabasas, USA Cemento $50 000 Singolare - Doppio     | Michael Chang 6–3, 7–5                        | Cecil Mamiit                             | Justin Gimelstob Björn Phau      | Gianluca Pozzi Kenneth Carlsen Noam Okun Vince Spadea            |
| 8 aprile  | Calabasas Pro Tennis Championships 2002 Calabasas, USA Cemento $50 000 Singolare - Doppio     | Paul Rosner Glenn Weiner 6–2, 4–6, 7–6(4)     | Justin Gimelstob Paul Goldstein          | Justin Gimelstob Björn Phau      | Gianluca Pozzi Kenneth Carlsen Noam Okun Vince Spadea            |
| 8 aprile  | Sanremo Tennis Cup 2002 Sanremo, Italia Terra rossa €30 000+H Singolare - Doppio              | Oliver Gross 6–4, 6–3                         | Renzo Furlan                             | Gabriel Trifu Jan Frode Andersen | Edwin Kempes Mario Radić Dennis van Scheppingen Vladimir Volčkov |
| 8 aprile  | Sanremo Tennis Cup 2002 Sanremo, Italia Terra rossa €30 000+H Singolare - Doppio              | Daniele Bracciali Giorgio Galimberti 6–3, 6–4 | Cristian Brandi Renzo Furlan             | Gabriel Trifu Jan Frode Andersen | Edwin Kempes Mario Radić Dennis van Scheppingen Vladimir Volčkov |
| 15 aprile | XL Bermuda Open 2002 Paget, Bermuda Terra verde $100 000 Singolare - Doppio                   | Flávio Saretta 6–3, 7–5                       | Vince Spadea                             | Noam Okun Hyung-Taik Lee         | Justin Gimelstob Marcos Daniel Michael Russell Neville Godwin    |
| 15 aprile | XL Bermuda Open 2002 Paget, Bermuda Terra verde $100 000 Singolare - Doppio                   | George Bastl Neville Godwin 7–5, 6–3          | Ramón Delgado Alexandre Simoni           | Noam Okun Hyung-Taik Lee         | Justin Gimelstob Marcos Daniel Michael Russell Neville Godwin    |
| 22 aprile | Tennis Napoli Cup 2002 Napoli, Italia Terra rossa €100 000+H Singolare - Doppio               | David Ferrer 6–1, 6–1                         | Jean-René Lisnard                        | Marc Rosset Jurij Ščukin         | Renzo Furlan Julien Benneteau Potito Starace Filippo Volandri    |
| 22 aprile | Tennis Napoli Cup 2002 Napoli, Italia Terra rossa €100 000+H Singolare - Doppio               | Gabriel Trifu Vladimir Volčkov 7–5, 7–6(5)    | Leonardo Olguín Martín Vassallo Argüello | Marc Rosset Jurij Ščukin         | Renzo Furlan Julien Benneteau Potito Starace Filippo Volandri    |
| 29 aprile | Roma Open 2002 Roma, Italia Terra rossa €30 000+H Singolare - Doppio                          | Martín Vassallo Argüello 6–4, 6–0             | Filippo Volandri                         | Edgardo Massa David Ferrer       | Kristof Vliegen Andreas Seppi Renzo Furlan Vadim Kucenko         |
| 29 aprile | Roma Open 2002 Roma, Italia Terra rossa €30 000+H Singolare - Doppio                          | Gabriel Trifu Vladimir Volčkov 6–1, 6–2       | Sergio Roitman Andrés Schneiter          | Edgardo Massa David Ferrer       | Kristof Vliegen Andreas Seppi Renzo Furlan Vadim Kucenko         |

### Maggio
| Settimana | Torneo                                                                                      | Vincitore                                  | Finalista                          | Semifinalisti                          | Eliminati ai quarti                                                   |
| --------- | ------------------------------------------------------------------------------------------- | ------------------------------------------ | ---------------------------------- | -------------------------------------- | --------------------------------------------------------------------- |
| 6 maggio  | Birmingham Challenger 2002 Birmingham, USA Terra verde $50 000+H Singolare - Doppio         | Alex Kim 7–6(9), 6–2                       | Cecil Mamiit                       | Iván Miranda Jeff Morrison             | Mariano Puerta Julien Varlet Giovanni Lapentti Mardy Fish             |
| 6 maggio  | Birmingham Challenger 2002 Birmingham, USA Terra verde $50 000+H Singolare - Doppio         | Mardy Fish Jeff Morrison 6–4, 7–6(4)       | Paul Rosner Glenn Weiner           | Iván Miranda Jeff Morrison             | Mariano Puerta Julien Varlet Giovanni Lapentti Mardy Fish             |
| 6 maggio  | Edinburgh Challenger 2002 Edimburgo, Gran Bretagna Terra verde $50 000+H Singolare - Doppio | Alexandre Simoni 6–3, 6–3                  | Jean-René Lisnard                  | Oleg Ogorodov Martín Vassallo Argüello | Kenneth Carlsen Noam Behr Johan Örtegren Germán Puentes               |
| 6 maggio  | Edinburgh Challenger 2002 Edimburgo, Gran Bretagna Terra verde $50 000+H Singolare - Doppio | Jeff Coetzee Myles Wakefield 6–4, 7–6(6)   | Jordan Kerr Grant Silcock          | Oleg Ogorodov Martín Vassallo Argüello | Kenneth Carlsen Noam Behr Johan Örtegren Germán Puentes               |
| 6 maggio  | BMW Ljubljana Open 2002 Lubiana, Slovenia Terra rossa $75 000+H Singolare - Doppio          | Arnaud Di Pasquale 6–4, 6–3                | Joan Balcells                      | Luis Horna Edgardo Massa               | Rubén Ramírez Hidalgo Julien Benneteau Herbert Wiltschnig Mario Radić |
| 6 maggio  | BMW Ljubljana Open 2002 Lubiana, Slovenia Terra rossa $75 000+H Singolare - Doppio          | Mariano Hood Edgardo Massa 7–5, 6–1        | Luis Horna Sebastián Prieto        | Luis Horna Edgardo Massa               | Rubén Ramírez Hidalgo Julien Benneteau Herbert Wiltschnig Mario Radić |
| 13 maggio | Fergana Challenger 2002 Fergana, Uzbekistan Cemento $35 000+H Singolare - Doppio            | Wang Yeu-tzuoo 6–3, 6–1                    | Tuomas Ketola                      | Artem Derepasko Peter Capkovic         | Marko Tkalec Yves Allegro Vladimir Volčkov Rik De Voest               |
| 13 maggio | Fergana Challenger 2002 Fergana, Uzbekistan Cemento $35 000+H Singolare - Doppio            | Rik De Voest Dirk Stegmann 6–3, 7–5        | Tuomas Ketola Aisam-ul-Haq Qureshi | Artem Derepasko Peter Capkovic         | Marko Tkalec Yves Allegro Vladimir Volčkov Rik De Voest               |
| 13 maggio | Prague Open 2002 Praga, Repubblica Ceca Terra rossa $75 000 Singolare - Doppio              | Olivier Patience 4–6, 7–5, 6–3             | Todd Larkham                       | František Čermák Alexander Waske       | Tomáš Berdych Alexander Peya Arnaud Di Pasquale Tomáš Zíb             |
| 13 maggio | Prague Open 2002 Praga, Repubblica Ceca Terra rossa $75 000 Singolare - Doppio              | František Čermák Ota Fukárek 6–4, 6–3      | Jaroslav Levinský David Škoch      | František Čermák Alexander Waske       | Tomáš Berdych Alexander Peya Arnaud Di Pasquale Tomáš Zíb             |
| 13 maggio | Rocky Mount Challenger 2002 Rocky Mount, USA Terra verde $50 000+H Singolare - Doppio       | Robby Ginepri 6–3, 6–4                     | Alex Kim                           | Louis Vosloo Brian Vahaly              | Peter Luczak Mardy Fish Ivo Karlović Kevin Kim                        |
| 13 maggio | Rocky Mount Challenger 2002 Rocky Mount, USA Terra verde $50 000+H Singolare - Doppio       | Mark Merklein Eric Taino 6–3, 6–4          | Huntley Montgomery Brian Vahaly    | Louis Vosloo Brian Vahaly              | Peter Luczak Mardy Fish Ivo Karlović Kevin Kim                        |
| 13 maggio | Valencia Challenger 2002 Valencia, Spagna Terra rossa $50 000+H Singolare - Doppio          | David Ferrer 6–4, 7–5                      | Leonardo Olguín                    | Paul-Henri Mathieu Álex Calatrava      | Éric Prodon Filippo Volandri Jeff Salzenstein Julian Knowle           |
| 13 maggio | Valencia Challenger 2002 Valencia, Spagna Terra rossa $50 000+H Singolare - Doppio          | Tim Crichton Todd Perry walkover           | Marcus Hilpert Shaun Rudman        | Paul-Henri Mathieu Álex Calatrava      | Éric Prodon Filippo Volandri Jeff Salzenstein Julian Knowle           |
| 13 maggio | Zagreb Open 2002 Zagabria, Croazia Terra rossa $50 000+H Singolare - Doppio                 | Luis Horna 6–2, 6–1                        | Dominik Hrbatý                     | Takao Suzuki Victor Hănescu            | Željko Krajan Martin Verkerk Lovro Zovko Amir Hadad                   |
| 13 maggio | Zagreb Open 2002 Zagabria, Croazia Terra rossa $50 000+H Singolare - Doppio                 | Dick Norman Tom Vanhoudt 6–3, 4–6, 6–3     | Jordan Kerr Grant Silcock          | Takao Suzuki Victor Hănescu            | Željko Krajan Martin Verkerk Lovro Zovko Amir Hadad                   |
| 20 maggio | Budapest Challenger 2002 Budapest, Ungheria Terra rossa $35 000+H Singolare - Doppio        | Mariano Delfino 6–3, 6(5)–7, 6–1           | Joaquin Muñoz Hernández            | Sebastián Prieto Lovro Zovko           | Karol Beck Tomáš Zíb Melvyn op der Heijde Marko Tkalec                |
| 20 maggio | Budapest Challenger 2002 Budapest, Ungheria Terra rossa $35 000+H Singolare - Doppio        | Karol Beck Jaroslav Levinský 3–6, 6–4, 6–1 | Mariano Hood Sebastián Prieto      | Sebastián Prieto Lovro Zovko           | Karol Beck Tomáš Zíb Melvyn op der Heijde Marko Tkalec                |
| 27 maggio | Sporting Challenger 2002 Torino, Italia Terra rossa €85 000+H Singolare - Doppio            | Martin Verkerk 4–6, 6–4, 6–3               | Vadim Kucenko                      | David Ferrer Denis Golovanov           | Filippo Volandri Emilio Benfele Álvarez Taylor Dent Alex Kim          |
| 27 maggio | Sporting Challenger 2002 Torino, Italia Terra rossa €85 000+H Singolare - Doppio            | Victor Hănescu Óscar Hernández 6–4, 6–3    | Denis Golovanov Vadim Kucenko      | David Ferrer Denis Golovanov           | Filippo Volandri Emilio Benfele Álvarez Taylor Dent Alex Kim          |

### Giugno
| Settimana | Torneo                                                                                         | Vincitore                                                  | Finalista                         | Semifinalisti                          | Eliminati ai quarti                                                     |
| --------- | ---------------------------------------------------------------------------------------------- | ---------------------------------------------------------- | --------------------------------- | -------------------------------------- | ----------------------------------------------------------------------- |
| 3 giugno  | Schickedanz Open 2002 Furth, Germania Terra rossa €42 000+H Singolare - Doppio                 | Luis Horna 6–4, 6–2                                        | Jürgen Melzer                     | Giorgio Galimberti Željko Krajan       | Tomas Behrend Michael Russell Edwin Kempes Nikolaj Davydenko            |
| 3 giugno  | Schickedanz Open 2002 Furth, Germania Terra rossa €42 000+H Singolare - Doppio                 | Salvador Navarro Gabriel Trujillo Soler 6–2, 6–4           | Vadim Kucenko Oleg Ogorodov       | Giorgio Galimberti Željko Krajan       | Tomas Behrend Michael Russell Edwin Kempes Nikolaj Davydenko            |
| 3 giugno  | Unicredit Czech Open 2002 Prostějov, Repubblica Ceca Terra rossa €127 000+H Singolare - Doppio | Guillermo Coria 6–3, 6–3                                   | Jiří Novák                        | Jean-René Lisnard José Acasuso         | Martin Verkerk Michal Tabara Radek Štěpánek Dominik Hrbatý              |
| 3 giugno  | Unicredit Czech Open 2002 Prostějov, Repubblica Ceca Terra rossa €127 000+H Singolare - Doppio | František Čermák Ota Fukárek 6–3, 7–6(5)                   | Mariano Hood Sebastián Prieto     | Jean-René Lisnard José Acasuso         | Martin Verkerk Michal Tabara Radek Štěpánek Dominik Hrbatý              |
| 3 giugno  | Surbiton Trophy 2002 Surbiton, Gran Bretagna Erba €30 000+H Singolare - Doppio                 | Jeff Morrison 7–6(4), 5–7, 7–6(4)                          | Wesley Moodie                     | Taylor Dent Kenneth Carlsen            | Jean-François Bachelot Mario Ančić Scott Draper Raemon Sluiter          |
| 3 giugno  | Surbiton Trophy 2002 Surbiton, Gran Bretagna Erba €30 000+H Singolare - Doppio                 | André Sá Jim Thomas 7–5, 2–6, 6–3                          | David Adams Joshua Eagle          | Taylor Dent Kenneth Carlsen            | Jean-François Bachelot Mario Ančić Scott Draper Raemon Sluiter          |
| 3 giugno  | Tallahassee Tennis Challenger 2002 Tallahassee, Stati Uniti Cemento $50 000 Singolare - Doppio | Brian Vahaly 7–6(5), 6–4                                   | Justin Gimelstob                  | Björn Rehnquist Peter Clarke           | Christian Vinck Denis Gremelmayr Marcus Sarstrand José de Armas         |
| 3 giugno  | Tallahassee Tennis Challenger 2002 Tallahassee, Stati Uniti Cemento $50 000 Singolare - Doppio | Levar Harper-Griffith Jeff Williams 6–3, 4–6, 6–4          | Huntley Montgomery Brian Vahaly   | Björn Rehnquist Peter Clarke           | Christian Vinck Denis Gremelmayr Marcus Sarstrand José de Armas         |
| 10 giugno | Canella Challenger 2002 Biella, Italia Terra rossa $50 000 Singolare - Doppio                  | Dominik Hrbatý 6–4, 6(4)–7, 6–4                            | José Acasuso                      | Mario Radić Marcelo Charpentier        | Oleg Ogorodov Marc López Giorgio Galimberti Fernando Vicente            |
| 10 giugno | Canella Challenger 2002 Biella, Italia Terra rossa $50 000 Singolare - Doppio                  | Giorgio Galimberti Dominik Hrbatý 3–6, 6–3, 7–5            | Ashley Fisher Nathan Healey       | Mario Radić Marcelo Charpentier        | Oleg Ogorodov Marc López Giorgio Galimberti Fernando Vicente            |
| 10 giugno | Weiden Challenger 2002 Weiden, Germania Terra rossa $35 000+H Singolare - Doppio               | Luis Horna 6–0, 6–4                                        | Željko Krajan                     | Tomas Behrend Martín Vassallo Argüello | Johan Settergren Jan Frode Andersen Dieter Kindlmann David Ferrer       |
| 10 giugno | Weiden Challenger 2002 Weiden, Germania Terra rossa $35 000+H Singolare - Doppio               | Jens Knippschild Dušan Vemić 7–6(5), 6–2                   | Sergio Roitman Andrés Schneiter   | Tomas Behrend Martín Vassallo Argüello | Johan Settergren Jan Frode Andersen Dieter Kindlmann David Ferrer       |
| 17 giugno | Nord LB Open 2002 Braunschweig, Germania Terra rossa €106 000+H Singolare - Doppio             | David Sánchez 5–1 rit.                                     | José Acasuso                      | Dominik Hrbatý Luis Horna              | Younes El Aynaoui Fernando Vicente Stefano Galvani Paul-Henri Mathieu   |
| 17 giugno | Nord LB Open 2002 Braunschweig, Germania Terra rossa €106 000+H Singolare - Doppio             | Mariano Hood Luis Horna 3–6, 6–3, 6–1                      | František Čermák Petr Luxa        | Dominik Hrbatý Luis Horna              | Younes El Aynaoui Fernando Vicente Stefano Galvani Paul-Henri Mathieu   |
| 17 giugno | Challenger Lugano 2002 Lugano, Svizzera Terra rossa €85 000+H Singolare - Doppio               | Guillermo Coria 6–3, 6–0                                   | Giorgio Galimberti                | Diego Moyano Joan Balcells             | Mario Radić Éric Prodon Rubén Ramírez Hidalgo Vasilīs Mazarakīs         |
| 17 giugno | Challenger Lugano 2002 Lugano, Svizzera Terra rossa €85 000+H Singolare - Doppio               | Emilio Benfele Álvarez Giorgio Galimberti 4–6, 7–6(5), 6–2 | Christian Kordasz Kim Tiilikainen | Diego Moyano Joan Balcells             | Mario Radić Éric Prodon Rubén Ramírez Hidalgo Vasilīs Mazarakīs         |
| 24 giugno | Andorra Challenger 2002 Andorra, Andorra Cemento $35 000+H Singolare - Doppio                  | Dick Norman 6–4, 6–4                                       | Ivo Karlović                      | Louis Vosloo Doug Bohaboy              | Marcus Sarstrand Joaquin Muñoz Hernández Hermes Gamonal Christian Vinck |
| 24 giugno | Andorra Challenger 2002 Andorra, Andorra Cemento $35 000+H Singolare - Doppio                  | Wesley Moodie Shaun Rudman 6–2, 6–1                        | Hermes Gamonal Ricardo Mello      | Louis Vosloo Doug Bohaboy              | Marcus Sarstrand Joaquin Muñoz Hernández Hermes Gamonal Christian Vinck |
| 24 giugno | Eisenach Challenger 2002 Eisenach, Germania Terra rossa €106 000+H Singolare - Doppio          | Tomáš Zíb 7–6(5), 6–2                                      | Olivier Mutis                     | Martin Verkerk Daniel Elsner           | Tomas Behrend Rubén Ramírez Hidalgo Oliver Gross Željko Krajan          |
| 24 giugno | Eisenach Challenger 2002 Eisenach, Germania Terra rossa €106 000+H Singolare - Doppio          | Edwin Kempes Martin Verkerk 6–3, 6–4                       | Marcos Daniel Adrián García       | Martin Verkerk Daniel Elsner           | Tomas Behrend Rubén Ramírez Hidalgo Oliver Gross Željko Krajan          |
| 24 giugno | Memorial Argo Manfredini 2002 Sassuolo, Italia Terra rossa €30 000+H Singolare - Doppio        | David Ferrer 6–4, 6–1                                      | Mariano Puerta                    | Marc López Álex Calatrava              | Filippo Volandri Didac Pérez Minarro Diego Moyano Werner Eschauer       |
| 24 giugno | Memorial Argo Manfredini 2002 Sassuolo, Italia Terra rossa €30 000+H Singolare - Doppio        | Leonardo Azzaro Potito Starace 6–3, 6–2                    | Manuel Jorquera Diego Moyano      | Marc López Álex Calatrava              | Filippo Volandri Didac Pérez Minarro Diego Moyano Werner Eschauer       |

### Luglio
| Settimana | Torneo                                                                                                   | Vincitore                                             | Finalista                              | Semifinalisti                         | Eliminati ai quarti                                                       |
| --------- | --- | ----------------------------------------------------- | -------------------------------------- | ------------------------------------- | ------------------------------------------------------------------------- |
| 1º luglio | Mantova Challenger 2002 Mantova, Italia Terra rossa €42 000+H Singolare - Doppio                         | Mariano Puerta 6–3, 1–0 rit.                          | Potito Starace                         | Filippo Volandri Elia Grossi          | Diego Moyano Werner Eschauer Francisco Costa Vasilīs Mazarakīs            |
| 1º luglio | Mantova Challenger 2002 Mantova, Italia Terra rossa €42 000+H Singolare - Doppio                         | Massimo Bertolini Giorgio Galimberti 5–7, 6–2, 7–6(8) | Jose-Maria Arnedo Joseph Sirianni      | Filippo Volandri Elia Grossi          | Diego Moyano Werner Eschauer Francisco Costa Vasilīs Mazarakīs            |
| 1º luglio | Montauban Challenger 2002 Montauban, Francia Terra rossa €42 000+H Singolare - Doppio                    | Richard Gasquet 7–5, 6–1                              | Óscar Serrano Gámez                    | Juan Giner Jean-René Lisnard          | Nicolas Coutelot Jean-François Bachelot Johan Settergren Salvador Navarro |
| 1º luglio | Montauban Challenger 2002 Montauban, Francia Terra rossa €42 000+H Singolare - Doppio                    | Oliver Marach Oleg Ogorodov 7–5, 7–6(3)               | Federico Browne Christian Kordasz      | Juan Giner Jean-René Lisnard          | Nicolas Coutelot Jean-François Bachelot Johan Settergren Salvador Navarro |
| 1º luglio | Ulm Challenger 2002 Ulma, Germania Terra rossa €42 000+H Singolare - Doppio                              | Oliver Gross 7–6(5), 4–6, 6–3                         | Martin Verkerk                         | Željko Krajan Olivier Mutis           | Denis Gremelmayr Simon Greul Alexander Waske Jens Knippschild             |
| 1º luglio | Ulm Challenger 2002 Ulma, Germania Terra rossa €42 000+H Singolare - Doppio                              | Leoš Friedl David Škoch 6–3, 4–6, 7–5                 | Tim Crichton Todd Perry                | Željko Krajan Olivier Mutis           | Denis Gremelmayr Simon Greul Alexander Waske Jens Knippschild             |
| 8 luglio  | West of England Challenger 2002 Bristol, Gran Bretagna Erba €42 000+H Singolare - Doppio                 | Karol Beck 6–0, 6–3                                   | Alexander Peya                         | David Prinosil Jean-François Bachelot | Gilles Elseneer Mark Nielsen Tuomas Ketola Radoslav Lukaev                |
| 8 luglio  | West of England Challenger 2002 Bristol, Gran Bretagna Erba €42 000+H Singolare - Doppio                 | Dejan Petrović Aisam-ul-Haq Qureshi 6–3, 6–2          | Daniele Bracciali Gianluca Pozzi       | David Prinosil Jean-François Bachelot | Gilles Elseneer Mark Nielsen Tuomas Ketola Radoslav Lukaev                |
| 8 luglio  | Challenger Banque Nationale de Granby 2002 Granby, Canada Cemento $50 000 Singolare - Doppio             | Peter Luczak 6–3, 7–6(6)                              | Alex Bogomolov Jr.                     | Frédéric Niemeyer Lu Yen-hsun         | Takao Suzuki Radim Žitko Thomas Dupré Eric Taino                          |
| 8 luglio  | Challenger Banque Nationale de Granby 2002 Granby, Canada Cemento $50 000 Singolare - Doppio             | Noam Behr Michael Joyce 6–0, 6–3                      | Thomas Dupré Simon Larose              | Frédéric Niemeyer Lu Yen-hsun         | Takao Suzuki Radim Žitko Thomas Dupré Eric Taino                          |
| 8 luglio  | Oberstaufen Cup 2002 Oberstaufen, Germania Terra rossa €30 000 Singolare - Doppio                        | Nicolas Thomann 7–6(6), 6–4                           | Tomáš Zíb                              | Sergio Roitman Werner Eschauer        | Éric Prodon Oliver Gross Oliver Marach Željko Krajan                      |
| 8 luglio  | Oberstaufen Cup 2002 Oberstaufen, Germania Terra rossa €30 000 Singolare - Doppio                        | Jaime Fillol Ricardo Schlachter 6–2, 6–4              | Patricio Arquez Sergio Roitman         | Sergio Roitman Werner Eschauer        | Éric Prodon Oliver Gross Oliver Marach Željko Krajan                      |
| 8 luglio  | Siemens Open 2002 Scheveningen, Paesi Bassi Terra rossa €85 000 Singolare - Doppio                       | Raemon Sluiter 7–6(6), 6(3)–7, 7–6(4)                 | Salvador Navarro                       | Dennis van Scheppingen Tomas Behrend  | Mariano Puerta Joan Balcells Álex Calatrava Giorgio Galimberti            |
| 8 luglio  | Siemens Open 2002 Scheveningen, Paesi Bassi Terra rossa €85 000 Singolare - Doppio                       | Edwin Kempes Martin Verkerk 6–4, 6–4                  | Mariano Hood Sebastián Prieto          | Dennis van Scheppingen Tomas Behrend  | Mariano Puerta Joan Balcells Álex Calatrava Giorgio Galimberti            |
| 15 luglio | Comerica Bank Challenger 2002 Aptos, Stati Uniti Cemento $75 000 Singolare - Doppio                      | Brian Vahaly 2–6, 6–3, 6–2                            | Noam Behr                              | Justin Gimelstob Noam Okun            | Denis Golovanov Jaymon Crabb Michael Joyce Danai Udomchoke                |
| 15 luglio | Comerica Bank Challenger 2002 Aptos, Stati Uniti Cemento $75 000 Singolare - Doppio                      | Amir Hadad Martín Vassallo Argüello 6–4, 6–4          | Brandon Coupe Brandon Hawk             | Justin Gimelstob Noam Okun            | Denis Golovanov Jaymon Crabb Michael Joyce Danai Udomchoke                |
| 15 luglio | Manchester Trophy 2002 Manchester, Gran Bretagna Erba €30 000 Singolare - Doppio                         | Vladimir Volčkov 6–4, 7–6(2)                          | Karol Beck                             | Lee Childs Aisam-ul-Haq Qureshi       | Kristian Capalik Stefano Pescosolido Cristiano Caratti Arvind Parmar      |
| 15 luglio | Manchester Trophy 2002 Manchester, Gran Bretagna Erba €30 000 Singolare - Doppio                         | Karol Beck Aisam-ul-Haq Qureshi 6–3, 7–6(2)           | John Hui Anthony Ross                  | Lee Childs Aisam-ul-Haq Qureshi       | Kristian Capalik Stefano Pescosolido Cristiano Caratti Arvind Parmar      |
| 15 luglio | Togliatti Challenger 2002 Togliatti, Russia Cemento €42 000+H Singolare - Doppio                         | Alexander Peya 6–4, 6–4                               | Dmitri Vlasov                          | Vadim Kucenko Michail Elgin           | Orest Tereščuk Björn Rehnquist Philipp Mukhometov Emin Ağayev             |
| 15 luglio | Togliatti Challenger 2002 Togliatti, Russia Cemento €42 000+H Singolare - Doppio                         | Philipp Mukhometov Dmitri Vlasov 6–4, 6–4             | Artem Derepasko Michail Elgin          | Vadim Kucenko Michail Elgin           | Orest Tereščuk Björn Rehnquist Philipp Mukhometov Emin Ağayev             |
| 22 luglio | Budaors Clay Court Championships 2002 Budaörs, Ungheria Terra rossa $50 000+H Singolare - Doppio         | Diego Moyano 4–6, 6–3, 6–4                            | Jiří Vaněk                             | Jan Hájek Marcelo Charpentier         | Javier García-Sintes Daniel Andersson Radoslav Lukaev Bernardo Mota       |
| 22 luglio | Budaors Clay Court Championships 2002 Budaörs, Ungheria Terra rossa $50 000+H Singolare - Doppio         | Hermes Gamonal Adrián García 6–3, 0–6, 6–3            | Jiří Vaněk Robin Vik                   | Jan Hájek Marcelo Charpentier         | Javier García-Sintes Daniel Andersson Radoslav Lukaev Bernardo Mota       |
| 22 luglio | Credicard Citi Mastercard Tennis Cup 2002 Campos do Jordão, Brasile Cemento $50 000+H Singolare - Doppio | Ricardo Mello 7–6(2), 6–3                             | Maximilian Abel                        | Thiago Alves Danai Udomchoke          | Mario Ančić Iván Miranda Phillip Harboe Miguel Gallardo Valles            |
| 22 luglio | Credicard Citi Mastercard Tennis Cup 2002 Campos do Jordão, Brasile Cemento $50 000+H Singolare - Doppio | Alejandro Hernández Daniel Melo walkover              | Lu Yen-hsun Danai Udomchoke            | Thiago Alves Danai Udomchoke          | Mario Ančić Iván Miranda Phillip Harboe Miguel Gallardo Valles            |
| 22 luglio | Hilversum Challenger 2002 Hilversum, Paesi Bassi Terra rossa $75 000 Singolare - Doppio                  | Tomáš Zíb 7–6(3), 6–1                                 | Florent Serra                          | Mariano Delfino Lovro Zovko           | Konstantinos Economidis Sergio Roitman Kristof Vliegen Éric Prodon        |
| 22 luglio | Hilversum Challenger 2002 Hilversum, Paesi Bassi Terra rossa $75 000 Singolare - Doppio                  | Stefano Pescosolido Aisam-ul-Haq Qureshi 7–6(4), 6–0  | John Hui Anthony Ross                  | Mariano Delfino Lovro Zovko           | Konstantinos Economidis Sergio Roitman Kristof Vliegen Éric Prodon        |
| 22 luglio | Tampere Open 2002 Tampere, Finlandia Terra rossa €42 000 Singolare - Doppio                              | Jarkko Nieminen 7–5, 7–6(2)                           | Richard Gasquet                        | Julien Varlet Simon Greul             | Dmitri Vlasov Mathias Hellstrom Filip Prpic Radim Žitko                   |
| 22 luglio | Tampere Open 2002 Tampere, Finlandia Terra rossa €42 000 Singolare - Doppio                              | Doug Bohaboy Nick Rainey 6–4, 6–2                     | Tuomas Ketola Jarkko Nieminen          | Julien Varlet Simon Greul             | Dmitri Vlasov Mathias Hellstrom Filip Prpic Radim Žitko                   |
| 29 luglio | BH Tennis Open International Cup 2002 Belo Horizonte, Brasile Cemento $35 000+H Singolare - Doppio       | Ricardo Mello 6–3, 6–3                                | Alexandre Simoni                       | Maximilian Abel Mario Ančić           | Iván Miranda Rik De Voest Denis Golovanov Gouichi Motomura                |
| 29 luglio | BH Tennis Open International Cup 2002 Belo Horizonte, Brasile Cemento $35 000+H Singolare - Doppio       | Daniel Melo Marcelo Melo 6–3, 6–4                     | Denis Golovanov Michael Joyce          | Maximilian Abel Mario Ančić           | Iván Miranda Rik De Voest Denis Golovanov Gouichi Motomura                |
| 29 luglio | Fifth Third Bank Tennis Championships 2002 Lexington, Stati Uniti Cemento $50 000 Singolare - Doppio     | Scott Draper 4–6, 6–4, 6–4                            | Paul Goldstein                         | Mardy Fish Jack Brasington            | Levar Harper-Griffith Robert Kendrick Justin Gimelstob Louis Vosloo       |
| 29 luglio | Fifth Third Bank Tennis Championships 2002 Lexington, Stati Uniti Cemento $50 000 Singolare - Doppio     | Jack Brasington Glenn Weiner 6–2, 4–6, 7–5            | Brandon Coupe Eric Taino               | Mardy Fish Jack Brasington            | Levar Harper-Griffith Robert Kendrick Justin Gimelstob Louis Vosloo       |
| 29 luglio | San Marino CEPU Open 2002 San Marino Terra rossa €85 000+H Singolare - Doppio                            | José Acasuso 3–6, 6–3, 6–2                            | Albert Portas                          | Arnaud Di Pasquale Nikolaj Davydenko  | David Sánchez Željko Krajan Stefano Galvani Rubén Ramírez Hidalgo         |
| 29 luglio | San Marino CEPU Open 2002 San Marino Terra rossa €85 000+H Singolare - Doppio                            | Leoš Friedl David Škoch 6–2, 6–4                      | Massimo Bertolini Cristian Brandi      | Arnaud Di Pasquale Nikolaj Davydenko  | David Sánchez Željko Krajan Stefano Galvani Rubén Ramírez Hidalgo         |
| 29 luglio | Open Castilla y León 2002 Segovia, Spagna Cemento $125 000+H Singolare - Doppio                          | Olivier Mutis 6–4, 6–2                                | Fernando Verdasco                      | Vladimir Volčkov Grégory Carraz       | Jan Vacek Juan Luis Rascón Lope Mario Radić Sergi Bruguera                |
| 29 luglio | Open Castilla y León 2002 Segovia, Spagna Cemento $125 000+H Singolare - Doppio                          | Tim Crichton Todd Perry 5–7, 7–6(3), 6–4              | Karol Beck Sander Groen                | Vladimir Volčkov Grégory Carraz       | Jan Vacek Juan Luis Rascón Lope Mario Radić Sergi Bruguera                |
| 29 luglio | St. Petersburg Challenger 2002 San Pietroburgo, Russia Terra rossa $35 000 Singolare - Doppio            | Sergio Roitman 7–6(3), 6–2                            | Andrej Stoljarov                       | Potito Starace Vasilīs Mazarakīs      | Florent Serra Jaroslav Levinský František Čermák Alessio Di Mauro         |
| 29 luglio | St. Petersburg Challenger 2002 San Pietroburgo, Russia Terra rossa $35 000 Singolare - Doppio            | František Čermák Jaroslav Levinský 6–3, 6–2           | Artem Derepasko Orest Tereščuk         | Potito Starace Vasilīs Mazarakīs      | Florent Serra Jaroslav Levinský František Čermák Alessio Di Mauro         |
| 29 luglio | Wrexham Challenger 2002 Wrexham, Regno Unito Cemento Indoor $25 000 Singolare - Doppio                   | Lars Burgsmüller 6–2, 6(5)–7, 6–4                     | Ivo Heuberger                          | Alexander Peya Henrik Andersson       | Daniele Bracciali Aisam-ul-Haq Qureshi Marcus Sarstrand Kristof Vliegen   |
| 29 luglio | Wrexham Challenger 2002 Wrexham, Regno Unito Cemento Indoor $25 000 Singolare - Doppio                   | Stefano Pescosolido Gianluca Pozzi 6–4, 6–4           | Daniele Bracciali Aisam-ul-Haq Qureshi | Alexander Peya Henrik Andersson       | Daniele Bracciali Aisam-ul-Haq Qureshi Marcus Sarstrand Kristof Vliegen   |

### Agosto
| Settimana | Torneo | Vincitore                                          | Finalista                          | Semifinalisti                      | Eliminati ai quarti                                                  |
| --------- | --- | -------------------------------------------------- | ---------------------------------- | ---------------------------------- | -------------------------------------------------------------------- |
| 5 agosto  | Levene Gouldin & Thompson Tennis Challenger 2002 Binghamton, USA Cemento $50 000 Singolare - Doppio        | Scott Draper 7–6(5), 6–4                           | Peter Luczak                       | Jeff Salzenstein Neville Godwin    | Marc Silva Alex Bogomolov Jr. Ivo Karlović Brandon Wagner            |
| 5 agosto  | Levene Gouldin & Thompson Tennis Challenger 2002 Binghamton, USA Cemento $50 000 Singolare - Doppio        | Paul Goldstein Scott Humphries 4–6, 7–6(1), 7–5    | Amir Hadad Robert Kendrick         | Jeff Salzenstein Neville Godwin    | Marc Silva Alex Bogomolov Jr. Ivo Karlović Brandon Wagner            |
| 5 agosto  | Open Diputación 2002 Cordova, Spagna Cemento €42 000+H Singolare - Doppio                                  | Jean-François Bachelot 7–5, 3–6, 6–4               | Cristiano Caratti                  | Antony Dupuis Ota Fukárek          | Grégory Carraz Vladimir Volčkov Juan Luis Rascón Lope Igor' Kunicyn  |
| 5 agosto  | Open Diputación 2002 Cordova, Spagna Cemento €42 000+H Singolare - Doppio                                  | Ota Fukárek Paul Rosner 7–6(8), 6–4                | Emilio Benfele Álvarez Dušan Vemić | Antony Dupuis Ota Fukárek          | Grégory Carraz Vladimir Volčkov Juan Luis Rascón Lope Igor' Kunicyn  |
| 5 agosto  | Gramado Challenger 2002 Gramado, Brasile Cemento $50 000 Singolare - Doppio                                | Júlio Silva 6–4, 6–2                               | Iván Miranda                       | Mario Ančić Ricardo Mello          | Carlos Berlocq Martin Lee Gilles Müller Marcos Daniel                |
| 5 agosto  | Gramado Challenger 2002 Gramado, Brasile Cemento $50 000 Singolare - Doppio                                | Alessandro Guevara Dejan Petrović 3–6, 7–5, 6–2    | Denis Golovanov Michael Joyce      | Mario Ančić Ricardo Mello          | Carlos Berlocq Martin Lee Gilles Müller Marcos Daniel                |
| 5 agosto  | Trani Cup 2002 Trani, Italia Terra rossa €42 000+H Singolare - Doppio                                      | Mariano Delfino 6–4, 7–6(6)                        | Jiří Vaněk                         | Potito Starace Juan Antonio Marín  | Christian Kordasz Marc López Filippo Volandri Marc Gicquel           |
| 5 agosto  | Trani Cup 2002 Trani, Italia Terra rossa €42 000+H Singolare - Doppio                                      | Roberto Álvarez Mariano Delfino 4–6, 6–4, 6–2      | Francisco Cabello Francisco Costa  | Potito Starace Juan Antonio Marín  | Christian Kordasz Marc López Filippo Volandri Marc Gicquel           |
| 12 agosto | GHI Bronx Tennis Classic 2002 Bronx, USA Cemento $50 000 Singolare - Doppio                                | Mardy Fish 1–6, 6–1, 7–5                           | Denis Golovanov                    | Eric Taino Karol Beck              | Lu Yen-hsun Sébastien de Chaunac Brandon Hawk Jack Brasington        |
| 12 agosto | GHI Bronx Tennis Classic 2002 Bronx, USA Cemento $50 000 Singolare - Doppio                                | Jamie Delgado Arvind Parmar 7–6(6), 6–1            | Karol Beck Tomáš Zíb               | Eric Taino Karol Beck              | Lu Yen-hsun Sébastien de Chaunac Brandon Hawk Jack Brasington        |
| 12 agosto | S Tennis Masters Challenger 2002 Graz, Austria Terra rossa €30 000+H Singolare - Doppio                    | Olivier Mutis 6–3, 6–2                             | Filippo Volandri                   | Julian Knowle Gilles Elseneer      | Sebastián Prieto Sergio Roitman Luben Pampoulov Igor Gaudi           |
| 12 agosto | S Tennis Masters Challenger 2002 Graz, Austria Terra rossa €30 000+H Singolare - Doppio                    | Mariusz Fyrstenberg Marcin Matkowski 6–3, 6–4      | Jan Frode Andersen Oliver Marach   | Julian Knowle Gilles Elseneer      | Sebastián Prieto Sergio Roitman Luben Pampoulov Igor Gaudi           |
| 19 agosto | IPP Trophy 2002 Ginevra, Svizzera Terra rossa $35 000+H Singolare - Doppio                                 | Kristof Vliegen 6–2, 6–2                           | Galo Blanco                        | Olivier Mutis Werner Eschauer      | Joan Balcells Marcello Craca Álex Calatrava Marc López               |
| 19 agosto | IPP Trophy 2002 Ginevra, Svizzera Terra rossa $35 000+H Singolare - Doppio                                 | Victor Hănescu Leonardo Olguín 1–6, 6–4, 6–4       | Andrés Schneiter Orlin Stanojčev   | Olivier Mutis Werner Eschauer      | Joan Balcells Marcello Craca Álex Calatrava Marc López               |
| 19 agosto | Antonio Savoldi-Marco Cò - Trofeo Dimmidisì 2002 Manerbio, Italia Terra rossa $75 000+H Singolare - Doppio | David Ferrer 6–2, 6–0                              | Vadim Kucenko                      | Vasilīs Mazarakīs Janko Tipsarević | Rubén Ramírez Hidalgo Jan Hájek Christopher Kas Dušan Vemić          |
| 19 agosto | Antonio Savoldi-Marco Cò - Trofeo Dimmidisì 2002 Manerbio, Italia Terra rossa $75 000+H Singolare - Doppio | Mariusz Fyrstenberg Marcin Matkowski 6–4, 7–6(4)   | Anthony Ross Dušan Vemić           | Vasilīs Mazarakīs Janko Tipsarević | Rubén Ramírez Hidalgo Jan Hájek Christopher Kas Dušan Vemić          |
| 26 agosto | Brindisi Challenger 2002 Brindisi, Italia Terra rossa $35 000 Singolare - Doppio                           | Mariano Puerta 6–3, 7–6(2)                         | Leonardo Azzaro                    | David Ferrer Juan Antonio Marín    | Marc López Rubén Ramírez Hidalgo Giorgio Galimberti Filippo Volandri |
| 26 agosto | Brindisi Challenger 2002 Brindisi, Italia Terra rossa $35 000 Singolare - Doppio                           | Mariano Delfino Sergio Roitman 7–6(4), 6(3)–7, 6–4 | Marc López Salvador Navarro        | David Ferrer Juan Antonio Marín    | Marc López Rubén Ramírez Hidalgo Giorgio Galimberti Filippo Volandri |
| 26 agosto | Black Forest Open 2002 Freudenstadt, Germania Terra rossa €30 000+H Singolare - Doppio                     | Dennis van Scheppingen 6–1, 6–1                    | Didac Pérez Minarro                | Jakub Herm-Záhlava Marcello Craca  | Joan Balcells Johan Settergren Galo Blanco Juan Pablo Guzmán         |
| 26 agosto | Black Forest Open 2002 Freudenstadt, Germania Terra rossa €30 000+H Singolare - Doppio                     | Diego del Río Leonardo Olguín 7–6(2), 6–4          | Joan Balcells Jurij Ščukin         | Jakub Herm-Záhlava Marcello Craca  | Joan Balcells Johan Settergren Galo Blanco Juan Pablo Guzmán         |

### Settembre
| Settimana    | Torneo                                                                                               | Vincitore                                            | Finalista                              | Semifinalisti                          | Eliminati ai quarti                                                             |
| ------------ | --- | ---------------------------------------------------- | -------------------------------------- | -------------------------------------- | ------------------------------------------------------------------------------- |
| 2 settembre  | Aschaffenburg Challenger 2002 Aschaffenburg, Germania Terra rossa $50 000+H Singolare - Doppio       | Olivier Mutis 6–4, 6–0                               | Potito Starace                         | Albert Montañés Marcelo Charpentier    | Robin Vik Giorgio Galimberti Roman Valent Jiří Vaněk                            |
| 2 settembre  | Aschaffenburg Challenger 2002 Aschaffenburg, Germania Terra rossa $50 000+H Singolare - Doppio       | Diego del Río Andrés Schneiter 6–3, 3–6, 6–3         | Kornél Bardóczky Zoltan Nagy           | Albert Montañés Marcelo Charpentier    | Robin Vik Giorgio Galimberti Roman Valent Jiří Vaněk                            |
| 2 settembre  | Brașov Challenger 2002 Brașov, Romania Terra rossa $35 000+H Singolare - Doppio                      | Rubén Ramírez Hidalgo 2–6, 6–1, 7–5                  | Lovro Zovko                            | Mariano Delfino Markus Hantschk        | Mariano Puerta Alessio Di Mauro Alexander Peya Sergio Roitman                   |
| 2 settembre  | Brașov Challenger 2002 Brașov, Romania Terra rossa $35 000+H Singolare - Doppio                      | Christopher Kas Herbert Wiltschnig 5–7, 6–4, 7–5     | Rubén Ramírez Hidalgo Santiago Ventura | Mariano Delfino Markus Hantschk        | Mariano Puerta Alessio Di Mauro Alexander Peya Sergio Roitman                   |
| 2 settembre  | Kiev Challenger 2002 Kiev, Ucraina Terra rossa $35 000+H Singolare - Doppio                          | Irakli Labadze 6–0, 4–6, 6–4                         | Gorka Fraile                           | Fernando Verdasco Juan Pablo Guzmán    | Nikolaj Davydenko Jan Hájek Vadim Kucenko Igor' Kunicyn                         |
| 2 settembre  | Kiev Challenger 2002 Kiev, Ucraina Terra rossa $35 000+H Singolare - Doppio                          | Federico Browne Fred Hemmes 6–4, 6–3                 | Irakli Labadze Jurij Ščukin            | Fernando Verdasco Juan Pablo Guzmán    | Nikolaj Davydenko Jan Hájek Vadim Kucenko Igor' Kunicyn                         |
| 9 settembre  | Budapest Challenger 2 2002 Budapest, Ungheria Terra rossa $35 000+H Singolare - Doppio               | Dennis van Scheppingen 3–6, 6–3, 6–4                 | Salvador Navarro                       | Sergio Roitman Marcelo Charpentier     | Potito Starace Adrián García Sebastián Prieto Ladislav Švarc                    |
| 9 settembre  | Budapest Challenger 2 2002 Budapest, Ungheria Terra rossa $35 000+H Singolare - Doppio               | Paul Baccanello Sergio Roitman 6–4, 6(5)–7, 6–5 rit. | Jan Frode Andersen Oliver Gross        | Sergio Roitman Marcelo Charpentier     | Potito Starace Adrián García Sebastián Prieto Ladislav Švarc                    |
| 9 settembre  | Alexander Kolyaskin Memorial 2002 Donec'k, Ucraina Cemento $50 000+H Singolare - Doppio              | Federico Browne 6–2, 6–1                             | Simon Greul                            | Leonardo Azzaro Francisco Costa        | Jurij Ščukin Rogier Wassen Mariusz Fyrstenberg Dmitri Vlasov                    |
| 9 settembre  | Alexander Kolyaskin Memorial 2002 Donec'k, Ucraina Cemento $50 000+H Singolare - Doppio              | Leonardo Azzaro Federico Browne 6(3)–7, 7–6(4), 7–5  | Michail Elgin Dmitri Vlasov            | Leonardo Azzaro Francisco Costa        | Jurij Ščukin Rogier Wassen Mariusz Fyrstenberg Dmitri Vlasov                    |
| 9 settembre  | Bulgarian Open Challenger 2002 Sofia, Bulgaria Terra rossa $35 000+H Singolare - Doppio              | Tomas Behrend 6–0, 6–2                               | Werner Eschauer                        | Ivajlo Trajkov Mariano Puerta          | Christopher Kas Radoslav Lukaev Santiago Ventura Giorgio Galimberti             |
| 9 settembre  | Bulgarian Open Challenger 2002 Sofia, Bulgaria Terra rossa $35 000+H Singolare - Doppio              | Christopher Kas Oliver Marach 7–6(4), 6(8)–7, 6–2    | Ilia Kushev Luben Pampoulov            | Ivajlo Trajkov Mariano Puerta          | Christopher Kas Radoslav Lukaev Santiago Ventura Giorgio Galimberti             |
| 16 settembre | Banja Luka Challenger 2002 Banja Luka, Bosnia ed Erzegovina Terra rossa €30 000+H Singolare - Doppio | Tomas Behrend Non disputata                          | Werner Eschauer                        | Juan Albert Viloca Óscar Serrano Gámez | Jaroslav Levinský Todd Larkham Kornél Bardóczky Jakub Herm-Záhlava              |
| 16 settembre | Banja Luka Challenger 2002 Banja Luka, Bosnia ed Erzegovina Terra rossa €30 000+H Singolare - Doppio | Jaroslav Levinský Jurij Ščukin 7–6(5), 7–5           | Juan Pablo Guzmán Daniel Orsanic       | Juan Albert Viloca Óscar Serrano Gámez | Jaroslav Levinský Todd Larkham Kornél Bardóczky Jakub Herm-Záhlava              |
| 16 settembre | Istanbul Challenger 2002 Istanbul, Turchia Cemento $100 000+H Singolare - Doppio                     | Petr Luxa 6–3, 6–4                                   | Nicolas Thomann                        | Igor' Kunicyn Vladimir Volčkov         | Marc-Kevin Goellner Ivajlo Trajkov Robin Söderling Federico Luzzi               |
| 16 settembre | Istanbul Challenger 2002 Istanbul, Turchia Cemento $100 000+H Singolare - Doppio                     | Aleksandar Kitinov Lovro Zovko 4–6, 6–4, 6–2         | Noam Behr Tomáš Zíb                    | Igor' Kunicyn Vladimir Volčkov         | Marc-Kevin Goellner Ivajlo Trajkov Robin Söderling Federico Luzzi               |
| 16 settembre | Pekao Open 2002 Stettino, Polonia Terra rossa €106 000+H Singolare - Doppio                          | Nikolaj Davydenko 6–3, 6–3                           | David Sánchez                          | Sargis Sargsian Alberto Martín         | Fernando González Andrea Gaudenzi Željko Krajan Fernando Vicente                |
| 16 settembre | Pekao Open 2002 Stettino, Polonia Terra rossa €106 000+H Singolare - Doppio                          | José Acasuso Andrés Schneiter 6–4, 7–5               | Leoš Friedl David Škoch                | Sargis Sargsian Alberto Martín         | Fernando González Andrea Gaudenzi Željko Krajan Fernando Vicente                |
| 16 settembre | Waco Tennis Challenger 2002 Waco, USA Cemento $50 000+H Singolare - Doppio                           | Hermes Gamonal 6–1, 3–6, 6–3                         | Jan Hernych                            | Justin Gimelstob Michael Russell       | Marcos Daniel Jeff Salzenstein Ignacio Hirigoyen Robert Kendrick                |
| 16 settembre | Waco Tennis Challenger 2002 Waco, USA Cemento $50 000+H Singolare - Doppio                           | Huntley Montgomery Ryan Sachire 4–6, 6–2, 7–6(5)     | Diego Ayala Jason Marshall             | Justin Gimelstob Michael Russell       | Marcos Daniel Jeff Salzenstein Ignacio Hirigoyen Robert Kendrick                |
| 23 settembre | Maia Challenger 2002 Maia, Portogallo Terra rossa $50 000+H Singolare - Doppio                       | Victor Hănescu 6–1, 3–6, 6–3                         | Óscar Hernández                        | Francisco Costa Xavier Pujo            | Mariano Delfino Fernando Verdasco Sergio Roitman Óscar Serrano Gámez            |
| 23 settembre | Maia Challenger 2002 Maia, Portogallo Terra rossa $50 000+H Singolare - Doppio                       | Sebastián Prieto Sergio Roitman 6–4, 6–4             | Paul Baccanello Todd Perry             | Francisco Costa Xavier Pujo            | Mariano Delfino Fernando Verdasco Sergio Roitman Óscar Serrano Gámez            |
| 23 settembre | Samarkand Challenger 2002 Samarcanda, Uzbekistan Terra rossa $35 000+H Singolare - Doppio            | Vasilīs Mazarakīs 7–6(1), 4–6, 6–1                   | John van Lottum                        | Janko Tipsarević Simon Greul           | Vadim Kucenko Marco Chiudinelli Jurij Ščukin Oleg Ogorodov                      |
| 23 settembre | Samarkand Challenger 2002 Samarcanda, Uzbekistan Terra rossa $35 000+H Singolare - Doppio            | Federico Browne Rogier Wassen 3–6, 7–6(3), 7–6(3)    | Vadim Kucenko Oleg Ogorodov            | Janko Tipsarević Simon Greul           | Vadim Kucenko Marco Chiudinelli Jurij Ščukin Oleg Ogorodov                      |
| 23 settembre | Tulsa Challenger 2002 Tulsa, USA Cemento $35 000+H Singolare - Doppio                                | Robert Kendrick 6–3, 6–3                             | Daniel Melo                            | Björn Rehnquist Michael Russell        | Justin Gimelstob Michael Joyce Bob Bryan Jeff Salzenstein                       |
| 23 settembre | Tulsa Challenger 2002 Tulsa, USA Cemento $35 000+H Singolare - Doppio                                | Scott Humphries Mark Merklein 7–6(1), 6–4            | Diego Ayala Jason Marshall             | Björn Rehnquist Michael Russell        | Justin Gimelstob Michael Joyce Bob Bryan Jeff Salzenstein                       |
| 30 settembre | Bukhara Challenger 2002 Bukhara, Uzbekistan Cemento $35 000+H Singolare - Doppio                     | John van Lottum 7–6(5), 6–1                          | Vasilīs Mazarakīs                      | Daniel Andersson Janko Tipsarević      | Victor Bruthans Leonardo Azzaro Yves Allegro Orest Tereščuk                     |
| 30 settembre | Bukhara Challenger 2002 Bukhara, Uzbekistan Cemento $35 000+H Singolare - Doppio                     | Yves Allegro Marco Chiudinelli 6–3, 6–4              | Janko Tipsarević Jan Weinzierl         | Daniel Andersson Janko Tipsarević      | Victor Bruthans Leonardo Azzaro Yves Allegro Orest Tereščuk                     |
| 30 settembre | Fresno Challenger 2002 Fresno, USA Cemento $50 000+H Singolare - Doppio                              | Scott Draper 6–1, 6(5)–7, 6–1                        | Justin Gimelstob                       | Robert Kendrick Alex Bogomolov Jr.     | Paul Goldstein Dmitrij Tursunov Björn Rehnquist Jan Hernych                     |
| 30 settembre | Fresno Challenger 2002 Fresno, USA Cemento $50 000+H Singolare - Doppio                              | Huntley Montgomery Tripp Phillips 6–4, 6–3           | Ignacio Hirigoyen Daniel Melo          | Robert Kendrick Alex Bogomolov Jr.     | Paul Goldstein Dmitrij Tursunov Björn Rehnquist Jan Hernych                     |
| 30 settembre | Grenoble Challenger 2002 Grenoble, Francia Cemento (indoor) $50 000+H Singolare - Doppio             | Michaël Llodra 6–4, 6–3                              | Irakli Labadze                         | Robin Söderling Olivier Rochus         | Nicolas Thomann Todd Larkham Renzo Furlan Giorgio Galimberti                    |
| 30 settembre | Grenoble Challenger 2002 Grenoble, Francia Cemento (indoor) $50 000+H Singolare - Doppio             | Todd Larkham Michael Tebbutt 4–6, 6–3, 6–4           | Massimo Bertolini Cristian Brandi      | Robin Söderling Olivier Rochus         | Nicolas Thomann Todd Larkham Renzo Furlan Giorgio Galimberti                    |
| 30 settembre | Copa Sevilla 2002 Siviglia, Spagna Terra gialla €42 000+H Singolare - Doppio                         | Olivier Mutis 6–3, 7–5                               | Albert Portas                          | Joan Balcells Kristof Vliegen          | Martín Vassallo Argüello Juan Antonio Marín Julien Varlet Rubén Ramírez Hidalgo |
| 30 settembre | Copa Sevilla 2002 Siviglia, Spagna Terra gialla €42 000+H Singolare - Doppio                         | Mariano Hood Luis Horna 4–6, 6–1, 6–4                | Álex López Morón Albert Portas         | Joan Balcells Kristof Vliegen          | Martín Vassallo Argüello Juan Antonio Marín Julien Varlet Rubén Ramírez Hidalgo |

### Ottobre
| Settimana  | Torneo                                                                                            | Vincitore                                     | Finalista                           | Semifinalisti                          | Eliminati ai quarti                                                 |
| ---------- | ------------------------------------------------------------------------------------------------- | --------------------------------------------- | ----------------------------------- | -------------------------------------- | ------------------------------------------------------------------- |
| 7 ottobre  | Ciutat de Barcelona 2002 Barcellona, Spagna Terra rossa $50 000+H Singolare - Doppio              | Rubén Ramírez Hidalgo 4–6, 6–4, 6–1           | Albert Portas                       | Rafael Nadal Óscar Hernández           | Albert Montañés Joan Balcells Arnaud Di Pasquale Kristof Vliegen    |
| 7 ottobre  | Ciutat de Barcelona 2002 Barcellona, Spagna Terra rossa $50 000+H Singolare - Doppio              | Emilio Benfele Álvarez Mariano Hood 7–5, 6–3  | Karsten Braasch Peter Nyborg        | Rafael Nadal Óscar Hernández           | Albert Montañés Joan Balcells Arnaud Di Pasquale Kristof Vliegen    |
| 7 ottobre  | Challenger ATP Club Premium Open 2002 Quito, Ecuador Terra rossa $35 000+H Singolare - Doppio     | Dick Norman 6–4, 6–3                          | Giovanni Lapentti                   | Sergio Roitman Rogier Wassen           | Marcos Daniel Emin Ağayev Leonardo Olguín Juan Pablo Guzmán         |
| 7 ottobre  | Challenger ATP Club Premium Open 2002 Quito, Ecuador Terra rossa $35 000+H Singolare - Doppio     | Hugo Armando Kepler Orellana 6–2, 6–4         | Eduardo Bohrer Ronaldo Carvalho     | Sergio Roitman Rogier Wassen           | Marcos Daniel Emin Ağayev Leonardo Olguín Juan Pablo Guzmán         |
| 14 ottobre | Burbank Challenger 2002 Burbank, USA Cemento $50 000+H Singolare - Doppio                         | Robby Ginepri 7–6(6), 6–1                     | Björn Rehnquist                     | Michael Chang Michael Russell          | Ricardo Mello Miguel Gallardo Valles Justin Gimelstob Brian Vahaly  |
| 14 ottobre | Burbank Challenger 2002 Burbank, USA Cemento $50 000+H Singolare - Doppio                         | Björn Rehnquist Louis Vosloo 7–6(6), 6–1      | Daniel Melo Iván Miranda            | Michael Chang Michael Russell          | Ricardo Mello Miguel Gallardo Valles Justin Gimelstob Brian Vahaly  |
| 14 ottobre | Cairo Challenger 2002 Il Cairo, Egitto Terra rossa $50 000+H Singolare - Doppio                   | Stefano Galvani 2–6, 7–6(4), 6–1              | Albert Portas                       | Juan Antonio Marín Marcelo Charpentier | Albert Montañés Tomas Behrend Željko Krajan Oliver Gross            |
| 14 ottobre | Cairo Challenger 2002 Il Cairo, Egitto Terra rossa $50 000+H Singolare - Doppio                   | Tomas Behrend Karsten Braasch 7–6(3), 6–4     | Álex López Morón Albert Portas      | Juan Antonio Marín Marcelo Charpentier | Albert Montañés Tomas Behrend Željko Krajan Oliver Gross            |
| 21 ottobre | San Antonio Challenger 2002 San Antonio, USA Cemento $50 000+H Singolare - Doppio                 | Mardy Fish 6–3, 7–5                           | Jack Brasington                     | Kristian Pless Iván Miranda            | Ricardo Mello Joan Balcells Scott Draper Dmitrij Tursunov           |
| 21 ottobre | San Antonio Challenger 2002 San Antonio, USA Cemento $50 000+H Singolare - Doppio                 | Diego Ayala Robert Kendrick 6–2, 6–4          | Hugo Armando Dušan Vemić            | Kristian Pless Iván Miranda            | Ricardo Mello Joan Balcells Scott Draper Dmitrij Tursunov           |
| 21 ottobre | Samsung Securities Cup 2002 Seul, Corea del Sud Cemento $125 000+H Singolare - Doppio             | Werner Eschauer 6–2 rit.                      | Igor' Kunicyn                       | Alex Kim Justin Gimelstob              | Hyung-Taik Lee Mario Ančić Maximilian Abel Christopher Kas          |
| 21 ottobre | Samsung Securities Cup 2002 Seul, Corea del Sud Cemento $125 000+H Singolare - Doppio             | Jaymon Crabb Mark Nielsen walkover            | Federico Browne Rogier Wassen       | Alex Kim Justin Gimelstob              | Hyung-Taik Lee Mario Ančić Maximilian Abel Christopher Kas          |
| 27 ottobre | Nottingham Challenger 2002 Nottingham, Gran Bretagna Cemento indoor €42 000+H Singolare - Doppio  | Gilles Elseneer 7–5, 6–2                      | Arvind Parmar                       | Henrik Andersson Joachim Johansson     | Lars Burgsmüller Irakli Labadze Robin Söderling Martin Verkerk      |
| 27 ottobre | Nottingham Challenger 2002 Nottingham, Gran Bretagna Cemento indoor €42 000+H Singolare - Doppio  | Ashley Fisher Stephen Huss 6–3, 7–6(5)        | Scott Humphries Mark Merklein       | Henrik Andersson Joachim Johansson     | Lars Burgsmüller Irakli Labadze Robin Söderling Martin Verkerk      |
| 28 ottobre | Lambertz Open by STAWAG 2002 Aquisgrana, Germania Sintetico (indoor) €42 000+H Singolare - Doppio | Vladimir Volčkov 7–6(4), 6–4                  | Marc Rosset                         | David Prinosil Alexander Waske         | Raemon Sluiter Dick Norman Ivo Karlović Michael Kohlmann            |
| 28 ottobre | Lambertz Open by STAWAG 2002 Aquisgrana, Germania Sintetico (indoor) €42 000+H Singolare - Doppio | Jim Thomas Tom Vanhoudt 6(4)–7, 7–6(4), 6–3   | Thomas Shimada Takao Suzuki         | David Prinosil Alexander Waske         | Raemon Sluiter Dick Norman Ivo Karlović Michael Kohlmann            |
| 28 ottobre | Reunion Island Challenger 2002 Riunione, Francia Cemento indoor $50 000+H Singolare - Doppio      | Federico Browne 6–0, 4–6, 7–5                 | Răzvan Sabău                        | Vasilīs Mazarakīs Jakub Herm-Záhlava   | Rik De Voest Daniel Elsner Florent Serra John van Lottum            |
| 28 ottobre | Reunion Island Challenger 2002 Riunione, Francia Cemento indoor $50 000+H Singolare - Doppio      | Federico Browne Jonathan Erlich 6–1, 4–6, 6–3 | Marco Chiudinelli Jaroslav Levinský | Vasilīs Mazarakīs Jakub Herm-Záhlava   | Rik De Voest Daniel Elsner Florent Serra John van Lottum            |
| 28 ottobre | São Paulo Challenger 2002 San Paolo, Brasile Cemento $100 000 Singolare - Doppio                  | Franco Squillari 6–2, 6–4                     | Luis Horna                          | Hermes Gamonal Iván Miranda            | Andres Dellatorre Jan Frode Andersen Mariano Puerta Francisco Costa |
| 28 ottobre | São Paulo Challenger 2002 San Paolo, Brasile Cemento $100 000 Singolare - Doppio                  | Mariano Hood Sebastián Prieto 6–3, 6–4        | Luis Horna Sergio Roitman           | Hermes Gamonal Iván Miranda            | Andres Dellatorre Jan Frode Andersen Mariano Puerta Francisco Costa |
| 28 ottobre | Tyler Challenger 2002 Tyler, USA Cemento $50 000+H Singolare - Doppio                             | Paul Goldstein 6(4)–7, 6–4, 6–3               | Mardy Fish                          | Mario Radić Brian Vahaly               | Robert Kendrick Giovanni Lapentti Robby Ginepri Scott Draper        |
| 28 ottobre | Tyler Challenger 2002 Tyler, USA Cemento $50 000+H Singolare - Doppio                             | Peter Luczak Dmitrij Tursunov 6–1, 6–4        | Jason Marshall Anthony Ross         | Mario Radić Brian Vahaly               | Robert Kendrick Giovanni Lapentti Robby Ginepri Scott Draper        |

### Novembre
| Settimana   | Torneo | Vincitore                                                   | Finalista                          | Semifinalisti                             | Eliminati ai quarti                                                   |
| ----------- | --- | ----------------------------------------------------------- | ---------------------------------- | ----------------------------------------- | --------------------------------------------------------------------- |
| 4 novembre  | Slovak Open 2002 Bratislava, Slovacchia Cemento (indoor) €106 000+H Singolare - Doppio                                | Antony Dupuis 4–6, 6–4, 7–6(1)                              | Karol Beck                         | Marc Rosset Andreas Vinciguerra           | Dominik Hrbatý Željko Krajan Nicolas Thomann George Bastl             |
| 4 novembre  | Slovak Open 2002 Bratislava, Slovacchia Cemento (indoor) €106 000+H Singolare - Doppio                                | Scott Humphries Mark Merklein 3–6, 6–4, 6–2                 | Leoš Friedl David Škoch            | Marc Rosset Andreas Vinciguerra           | Dominik Hrbatý Željko Krajan Nicolas Thomann George Bastl             |
| 4 novembre  | Bauer Cup 2002 Eckental, Germania Sintetico (indoor) €35 000+H Singolare - Doppio                                     | Lars Burgsmüller 7–6(3), 5–7, 6–4                           | Björn Phau                         | Tuomas Ketola Fernando Verdasco           | Alexander Waske Dieter Kindlmann Cristiano Caratti Luben Pampoulov    |
| 4 novembre  | Bauer Cup 2002 Eckental, Germania Sintetico (indoor) €35 000+H Singolare - Doppio                                     | Yves Allegro Lovro Zovko 4–6, 7–6(0), 6–4                   | Philipp Petzschner Simon Stadler   | Tuomas Ketola Fernando Verdasco           | Alexander Waske Dieter Kindlmann Cristiano Caratti Luben Pampoulov    |
| 11 novembre | IPP Open 2002 Helsinki, Finlandia Cemento (indoor) €106 000+H Singolare - Doppio                                      | Jarkko Nieminen 7–5, 4–6, 7–5                               | Lovro Zovko                        | Andreas Vinciguerra Marc Rosset           | Stefano Pescosolido Tomáš Zíb Michal Tabara Björn Phau                |
| 11 novembre | IPP Open 2002 Helsinki, Finlandia Cemento (indoor) €106 000+H Singolare - Doppio                                      | Mario Ančić Lovro Zovko 7–6(6), 4–6, 6–3                    | Aleksandar Kitinov Jim Thomas      | Andreas Vinciguerra Marc Rosset           | Stefano Pescosolido Tomáš Zíb Michal Tabara Björn Phau                |
| 11 novembre | Knoxville Challenger 2002 Knoxville, USA Cemento (indoor) €106 000+H Singolare - Doppio                               | Martin Verkerk 6–3, 6–4                                     | Mardy Fish                         | Dmitrij Tursunov Glenn Weiner             | Vince Spadea Alex Kim Jeff Morrison Cecil Mamiit                      |
| 11 novembre | Knoxville Challenger 2002 Knoxville, USA Cemento (indoor) €106 000+H Singolare - Doppio                               | Dmitrij Tursunov Martin Verkerk 6–3, 6–4                    | Hugo Armando Sergio Roitman        | Dmitrij Tursunov Glenn Weiner             | Vince Spadea Alex Kim Jeff Morrison Cecil Mamiit                      |
| 18 novembre | JSM Challenger 2002 Champaign, USA Cemento $50 000+H Singolare - Doppio                                               | Robby Ginepri 6–1, 3–6, 6–3                                 | Eric Taino                         | Jeff Morrison Danai Udomchoke             | Sergio Roitman Cecil Mamiit Zack Fleishman Kevin Kim                  |
| 18 novembre | JSM Challenger 2002 Champaign, USA Cemento $50 000+H Singolare - Doppio                                               | Gabriel Trifu Glenn Weiner 6–3, 6–2                         | Eric Taino Martin Verkerk          | Jeff Morrison Danai Udomchoke             | Sergio Roitman Cecil Mamiit Zack Fleishman Kevin Kim                  |
| 18 novembre | Czech Indoor Open 2002 Praga, Repubblica Ceca Sintetico indoor $75 000 Singolare - Doppio                             | Mario Ančić 6–1, 6–1                                        | Jérôme Golmard                     | Karol Beck Marc Rosset                    | Cristiano Caratti Yves Allegro George Bastl Tomáš Berdych             |
| 18 novembre | Czech Indoor Open 2002 Praga, Repubblica Ceca Sintetico indoor $75 000 Singolare - Doppio                             | Karol Beck Jaroslav Levinský 7–5, 6–2                       | Aleksandar Kitinov Lovro Zovko     | Karol Beck Marc Rosset                    | Cristiano Caratti Yves Allegro George Bastl Tomáš Berdych             |
| 18 novembre | Challenger Britania Zavaleta 2002 Puebla, Messico Cemento $35 000+H Singolare - Doppio                                | Alex Bogomolov Jr. 7–6(2), 6–3                              | Rik De Voest                       | Robert Kendrick Janko Tipsarević          | Andres Pedroso Marcelo Amador Lu Yen-hsun Ricardo Mello               |
| 18 novembre | Challenger Britania Zavaleta 2002 Puebla, Messico Cemento $35 000+H Singolare - Doppio                                | Miguel Gallardo-Valles Alejandro Hernández 6–1, 5–7, 7–6(3) | Diego Ayala Robert Kendrick        | Robert Kendrick Janko Tipsarević          | Andres Pedroso Marcelo Amador Lu Yen-hsun Ricardo Mello               |
| 25 novembre | Milano Challenger 2002 Milano, Italia Sintetico indoor €42 000+H Singolare - Doppio                                   | Mario Ančić 4–6, 6–3, 7–6(8)                                | Grégory Carraz                     | Jean-François Bachelot Giorgio Galimberti | Robin Söderling Renzo Furlan Nikolaj Davydenko Željko Krajan          |
| 25 novembre | Milano Challenger 2002 Milano, Italia Sintetico indoor €42 000+H Singolare - Doppio                                   | Massimo Bertolini Giorgio Galimberti 7–6(4), 2–6, 7–6(4)    | Jonathan Erlich Aleksandar Kitinov | Jean-François Bachelot Giorgio Galimberti | Robin Söderling Renzo Furlan Nikolaj Davydenko Željko Krajan          |
| 25 novembre | Keio Challenger International Tennis Tournament 2002 Yokohama, Giappone Sintetico indoor €42 000+H Singolare - Doppio | Hyung-Taik Lee 2–6, 7–6(2), 7–6(6)                          | John van Lottum                    | Christian Vinck Markus Hantschk           | Johan Settergren Philipp Kohlschreiber Ivo Karlović Marco Chiudinelli |
| 25 novembre | Keio Challenger International Tennis Tournament 2002 Yokohama, Giappone Sintetico indoor €42 000+H Singolare - Doppio | Lu Yen-hsun Danai Udomchoke 7–6(5), 6–3                     | Ivo Karlović Mark Nielsen          | Christian Vinck Markus Hantschk           | Johan Settergren Philipp Kohlschreiber Ivo Karlović Marco Chiudinelli |

### Dicembre
| Settimana  | Torneo                                                                            | Vincitore                           | Finalista                     | Semifinalisti                | Eliminati ai quarti                                       |
| ---------- | --------------------------------------------------------------------------------- | ----------------------------------- | ----------------------------- | ---------------------------- | --------------------------------------------------------- |
| 2 dicembre | Bangkok Challenger 2002 Bangkok, Thailandia Cemento €106 000+H Singolare - Doppio | John van Lottum 7–5, 6–4            | Frank Moser                   | Pavel Šnobel Björn Rehnquist | Vadim Kucenko Rik De Voest Henrik Andersson Michail Elgin |
| 2 dicembre | Bangkok Challenger 2002 Bangkok, Thailandia Cemento €106 000+H Singolare - Doppio | Anthony Ross Grant Silcock walkover | Federico Browne Rogier Wassen | Pavel Šnobel Björn Rehnquist | Vadim Kucenko Rik De Voest Henrik Andersson Michail Elgin |